# Efuru

Efuru est le premier roman de Flora Nwapa, autrice nigériane, publié en 1966 et rédigé en langue anglaise. Le personnage éponyme est une Nigériane traditionnelle en pays igbo.

## Résumé
Efuru est une femme pleine de qualités qui échoue à se libérer de son statut de victime, dans un contexte traditionnel Igbo. Décrite comme une femme remarquable, Efuru n'en chutera que plus durement. Orpheline de mère, Efuru ressent un bref et vif amour pour un homme, qu'elle épouse, alors que le mariage traditionnel n'est pas un mariage d'amour. Le couple se dégrade, notamment parce qu'Efuru semble stérile, bien qu'elle finisse par donner naissance à une fille. Son mari la trompe. Elle est soutenue par sa belle-mère, qui en dépit de sa bienveillance lui impose la patience dont une femme de ce milieu doit faire preuve. Ce personnage raconte sa propre histoire, la belle-mère étant restée fidèle. La fille d'Efuru meurt brutalement. La sœur de la belle-mère d'Efuru prend la situation en main, ce personnage contraste avec celui de la belle-mère en ce qu'il refuse la passivité et considère le comportement d'Efuru non comme une vertu classique de fidélité mais comme de la bêtise. Elle conseille à sa sœur cadette de se remarier après un an, pour que le regard de la communauté cesse d'être accusateur, ce qu'elle fait. Le second mariage se déroule également mal. Efuru propose à son mari d'épouser une seconde femme (mariage polygynique), ce que ce dernier refuse, préférant une deuxième union plus libre. Il finit tout de même par épouser une deuxième femme, mais part alors qu'Efuru perd son père et que sa coépouse accouche d'un garçon. On apprend à son retour qu'il était en prison. La deuxième épouse étant furieuse, il épouse une troisième femme. Efuru lui pardonne mais finit par tomber malade : une rumeur veut qu'elle soit coupable d'adultère (d'où sa maladie, châtiment divin) et elle doit avouer, pour ne pas mourir. Son mari se range du côté de la rumeur. Ses deux mariages ayant échoué, elle revient dans la maison de son père, mais fait des rêves récurrents l'élisant prêtresse d'une déesse du Lac. Cette divinité n'est pas mère et ne peut rendre ses prêtresses mères.

## Analyse et accueil critique
Dès sa publication en 1966 (soit six ans après l'indépendance du Nigéria), cette œuvre est saluée comme une exposition de la société ibo d'un point de vue féminin (non seulement parce que l'auteur est une femme, mais aussi parce qu'il traite des problèmes, expériences et pratiques vécus par des femmes, telles que leur vie quotidienne et leur relation avec les hommes). Pour Colm, professeur d'anglais à l'Université du Connecticut, ce roman est une exploration anormalement puissante des traditions féminines, source d'émancipation. Sans tomber dans l'écueil d'un rejet des hommes ou d'une opposition simpliste entre tradition et modernité, Nwapa divise les traditions ibo en patriarcales ou non, et les analyse de manière lucide sous l'angle du patriarcat.
D'après Cédric Courtois, maître de conférence à l'université de Lille, ce roman de Nwapa inspire d'autres romans plus récents (vingt-et-unième siècle), Purple Hibiscus (2003) de Chimamanda Ngozi Adichie et Sky-High Flames (2005) d’Unoma Azuah. Courtois qualifie le féminisme de Nwapa d'ambigu. Le roman Efuru constitue une réponse « féminine voire féministe » à Things Fall Apart (1958) de Chinua Achebe, qui permet de conférer aux femmes un rôle plus important en littérature.
Ce roman est analysé comme présentant une femme victime de la société patriarcale traditionnelle. L'une des idées véhiculées est que les membres d'une société ont besoin de mythes pour se développer, et que celui de la femme-mère nuit à l'émancipation des femmes, ce qui est à contre-courant des idées majoritaires de son époque. 